# Нельба
Не́льба (пол. Nielba) — река в Польше. Приток Велны. Протекает по Вонгровецкому повяту Великопольского воеводства. Длина реки около 8 км. 
Крупнейшим населённым пунктом на реке является город Вонгровец. Нельба с Велной образует единственное в мире пересечение рек (см. 52°48′11″ с. ш. 17°12′34″ в. д.): поток Нельбы течёт над Велной. Воды двух рек не смешиваются в силу различия скорости течения, температуры и плотности.
По названию реки назван польский футбольный клуб.